# Yvon Schmitt
Pour les articles homonymes, voir Schmitt.
Yvon Schmitt est un footballeur et entraîneur français né le 2 octobre 1951 à Guingamp.
Il a fait toute sa carrière à l'En avant de Guingamp. Il a été défenseur dans les années 1970 dans le club breton, puis il a fait partie de son encadrement technique.